# Erigone koratensis
Erigone koratensis Strand, 1918 è un ragno appartenente alla famiglia Linyphiidae.

## Distribuzione
La specie è endemica del Giappone.

## Tassonomia
È stato osservato l'ultima volta nel 2009 e ad oggi, 2014, non sono note sottospecie.